# Стариградское поле
Стариградское поле — сельскохозяйственный ландшафт на хорватском острове Хвар, который был создан древнегреческими колонистами в IV веке до н. э. и продолжает использоваться по сей день. Находится в центральной части острова между городом Стариград и посёлком Врбоска. Имеет длину около 6 км, ширину около 2 км и занимает площадь 1376 га.
Поле сохранилось практически в первозданном виде. Благодаря тщательному уходу за каменными конструкциями, древняя планировка сохранялась более 24 веков. Также сохранились каменные укрытия (называемые «тримами») и система сбора воды. На этих полях продолжают выращиваться одни и те же культуры. Стариградское поле также является природным заповедником. Оно представляет собой ценный пример древнегреческой системы сельского хозяйства.
Стариградское поле является примером древнегреческой системы межевания. Земля была поделена на геометрические участки («хоры»), ограниченные каменными стенами. Была сделана система сбора дождевой воды с использованием водостоков и цистерн для хранения воды. Первоначальная планировка поддерживалась непрерывным уходом за пограничными стенами многими поколениями. Сельскохозяйственная деятельность здесь велась непрерывно в течение 24 веков до наших дней. То, что мы видим сегодня, является продолжением культурного ландшафта, устроенного греческими колонистами.
На Стариградском поле расположено множество археологических памятников — их зарегистрировано около 120. В частности, в северной части расположены руинированные греческие башни Маслиновик. От римского периода сохранилась руины villa rustica Купиновик.
С 2008 года Стариградское поле входит в список объектов всемирного наследия ЮНЕСКО в Хорватии.